# Opramoas
Opramoas di Rodiapoli (in greco antico: Ὀπραμόας?, Opramóas; Rodiapoli, seconda metà I secolo – metà II secolo) è stato un filantropo greco antico originario della Licia.
Eccezionale benefattore (Evergete),  esso è conosciuto soprattutto per l'elenco inciso su lastre di pietra degli onori resigli, il quale era esposto su tre pareti esterne del suo Heroon, e che è arrivato sino a noi. Esso contiene circa 70 documenti individuali redatti in un periodo che va dal regno dell'imperatore Traiano (r. 98-117 d.C.) a quello di Antonino Pio (r. 138-161 d.C.).

## Biografia

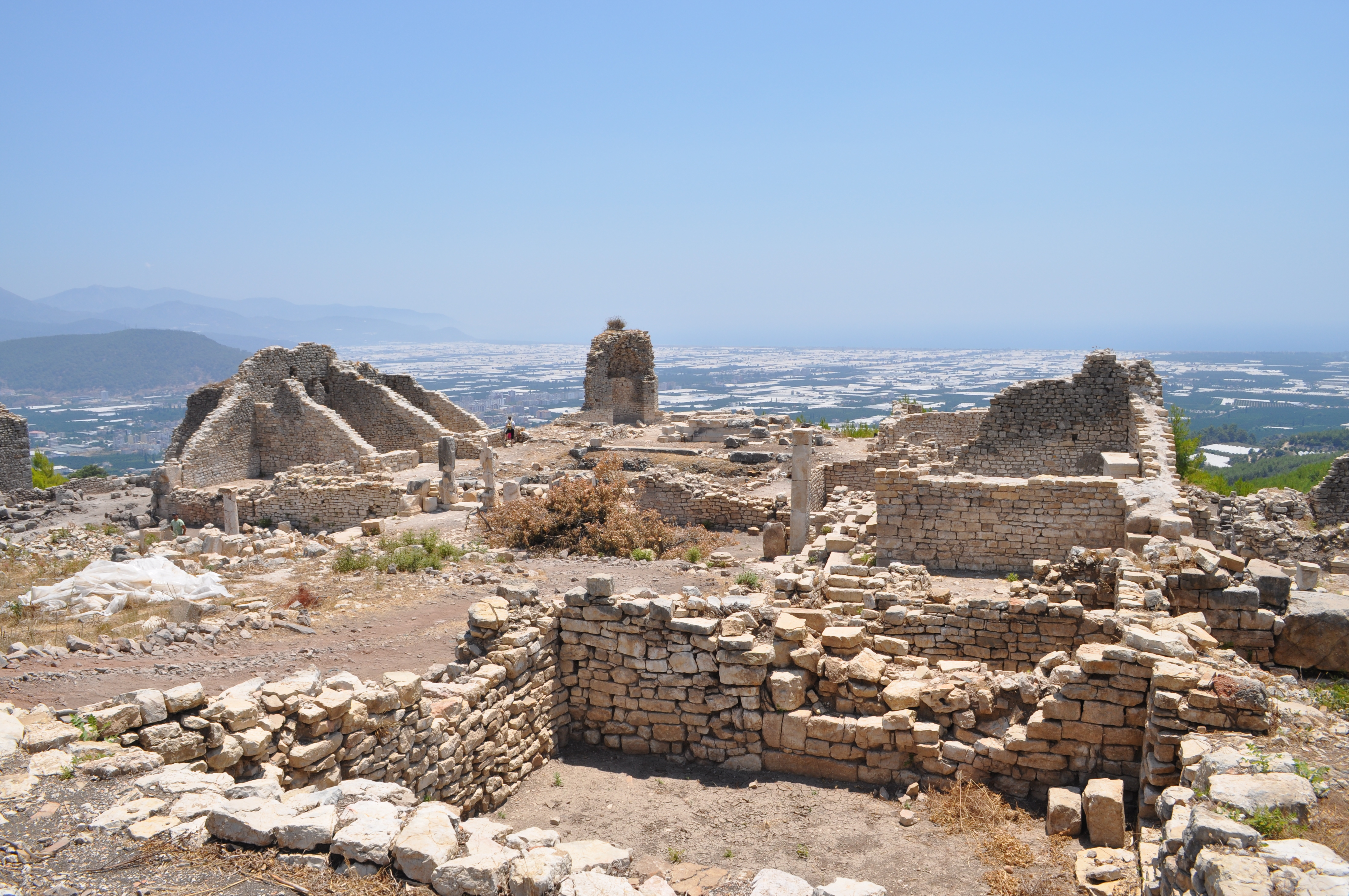
Le rovine di Rodiapoli su di una collina a ovest della moderna Kumluca

Opramoas, figlio di Apollónios di Rodiapoli,  nacque nella seconda metà del primo secolo a Rodiapoli, città della Licia le cui rovine sorgono oggi nelle vicinanze della cittadina di Kumluca, nella Turchia sudoccidentale. 
Una delle prime cariche ricoperte nella sua carriera fu quella di Archiphylax al tempo di Traiano. In questa prima fase suo padre Apollonio II assunse la posizione di sostenitore dei propri figli per l'acquisizione di uffici nella Federazione Licia. Uno dei fratelli di Opramoas, Apollonio III, fu in questo periodo - come alla fine del regno di Adriano anche Opramoas stesso - sacerdote federale della Licia e acquisì probabilmente la cittadinanza romana, cosa che invece non può essere confermata per Opramoas.
Opramoas non si impegnò solo nella sua città natale, ma assunse uffici e funzioni in numerose città della Licia agendo come benefattore, elargendo fondi per la costruzione di edifici e lo svolgimento di giochi attraverso donazioni in denaro o lo svolgimento di combattimenti di gladiatori o cacce di animali. A Rodiapoli donò due templi. A Myra e Patara assunse la carica di Agonoteta mentre a Coridala, la città natale di sua madre Aglais (anche conosciuta come Aristokila), fu tre volte ginnasiarca.
Opramoas ricoperse un ruolo di primo piano dopo il devastante terremoto in Licia nell'anno 141 d.C., in quanto si impegnò in modo decisivo nel restauro e nella ristrutturazione di edifici delle città della Licia. In particolare conosciamo il suo sostegno per Limyra, Nisa, Myra, Pinara, Kadyanda, Telmessos, Xanthos, Kalynda, Balbura, Krya, Choma, Kyaneai, Arneae, Arykanda, Gagae, Olympos, Acalissus, Bubon, Symbra, Podalia, Fello, Antifello, Faselide, Aperlai e Sidyma. A Coridala finanziò la distribuzione dei cereali al popolo.
Parecchie città della Licia e la Federazione Licia stessa onorarono Opramoas mentre era ancora in vita a causa del suo impegno sociale. Testimonianza di questi onori sono ancora iscrizioni onorarie nelle città di Tlos, nel Letoon di Xanthos, a Faselide e a Myra.  Nell'elenco degli onori Opramoas si vanta di essersi assunto i costi per le statue associate a queste iscrizioni, statue oggi non più esistenti. Il governatore Cornelio Proculo fece obiezione al conferimento di onori collegati all'anno in cui Opramoas aveva occupato la carica di sacerdote federale: tali obiezioni poterono essere superate solo grazie all'opera di persuasione che gli abitanti di Xanto esercitarono sul nuovo imperatore Antonino Pio.

## L'Heroone la sua iscrizione

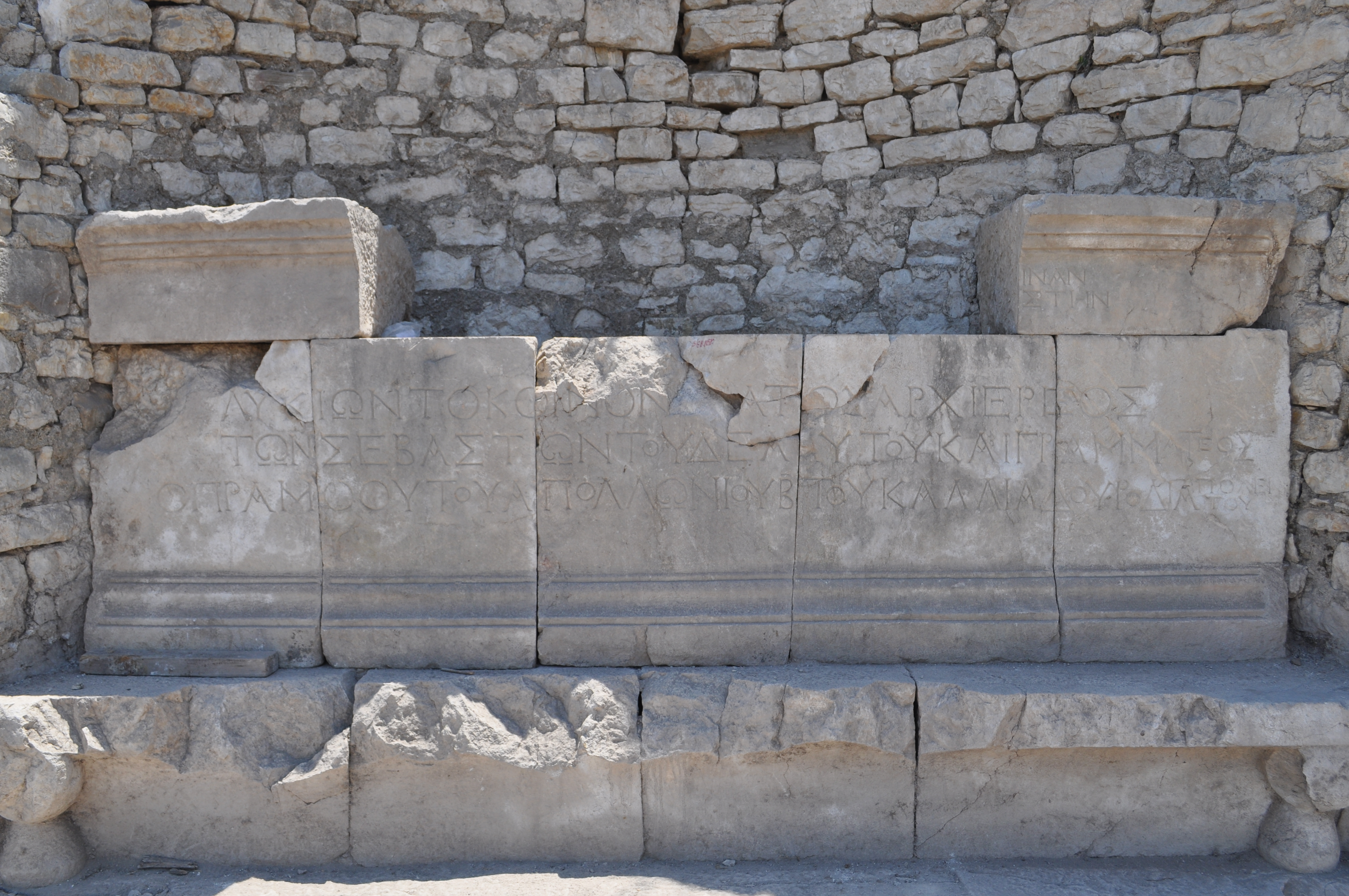
Frammento dell'iscrizione di Opramoas a Rodiapoli

Vicino al Teatro di Rodiapoli, dietro il palco, si trovano le rovine di un Heroon, riscoperto nel 1842 dagli esploratori inglesi Thomas A. B. Spratt ed Edward Forbes. Si tratta di un edificio con una superficie di 8 × 7 m, che probabilmente fungeva da tomba per Opramoas e venne qualificato come Heroon per gli eccezionali servizi resi da quest'ultimo a Rodiapoli e alla Licia.
L'iscrizione è uno dei documenti greci più impressionanti di tutta l'Asia minore, sia per la lunghezza (circa 20 colonne di 100 linee ciascuna; 36 000 caratteri; 7260 parole) sia per il contenuto (70 documenti, di cui 32 decreti del koinon di Licia e 38 lettere provenienti da differenti città, dall'imperatore Antonino Pio e da un procuratore).
L'ampio elenco di onori venne inciso su blocchi di calcare, di cui solo una piccola parte venne recuperata nei pressi dell'edificio al momento della sua riscoperta. Tuttavia, la maggior parte dell'iscrizione poté essere trovata tra il 1882 e il 1894 sotto uno strato di detriti formatisi per il collasso della struttura,  così che fu possibile ricostruirla. A causa della degradabilità del calcare, l'iscrizione ha sofferto molto dopo la sua riscoperta, poiché dopo il loro ritrovamento i blocchi sono rimasti all'esterno senza protezione dalle intemperie. Oggi, quindi, si sono conservati solo pochi blocchi e frammenti, i quali possono essere visti in situ  a Rodiapoli.
Per la ricerca scientifica classica, il valore dell'iscrizione greca risiede, inter alia, nella visione dettagliata che essa dà del funzionamento dell'alleanza licia e dei processi di comunicazione tra le singole città della Licia, l'alleanza licia e l'amministrazione provinciale romana, nonché nella ricostruzione delle cronologie dei sacerdoti federali lici. L'elenco contiene anche lettere indirizzate dall'imperatore Antonino Pio direttamente alla Confederazione licia. Essa costituisce una delle più antiche iscrizioni dell'età classica a essere arrivate sino a noi.
Un esempio delle attività benefiche di Opramoas viene dato dai seguenti due frammenti dell'iscrizione: "... a parte i suoi doni di giochi e una massa di edifici civici, di recente lo abbiamo trovato mentre si offriva di pagare per la scuola elementare di tutti i cittadini-bambini di Xanto, sia maschi che femmine" ... "ha dato fondi per la sepoltura alle persone bisognose e pagato le doti delle figlie delle famiglie povere ".

## Opramoas nella cultura moderna
La scrittrice belga-francese Marguerite Yourcenar dà a Opramoas un ruolo secondario nel suo romanzo Memorie di Adriano (edizione francese originale: Mémoires d'Hadrien, Parigi 1951). Anche lo storico francese Paul Veyne ha scritto pagine pregevoli su Opramoas, "évergète par excellence", nel suo libro Le Pain et le Cirque.